# Tonkin

Tonkin vyznačen světle zelenou barvou na mapě Francouzské Indočíny

Tonkin (vietnamsky Đông Kinh) je název severní části Vietnamu, sousedící na severu s čínskými provinciemi Jün-nan a Kuang-si a na západě s Laosem. Na východě je Tonkin omýván vodami Tonkinského zálivu. Tepnou Tonkinu je Rudá řeka. V Tonkinu (v tzv. Tonkinských Alpách) se nachází i nejvyšší hora Vietnamu Fan Si Pan.
Tonkin je místně znám též pod názvem Bắc Kỳ („Severní region“). Název Tonkin pochází ze starého názvu dnešní Hanoje Đông Kinh („Východní hlavní město“). Tonkin byl též jedním ze správních území Francouzské Indočíny, v jejímž rámci bylo území dnešního Vietnamu rozděleno na Tonkin (severní část), Annam (střední část) a Kočinčínu (jižní část).

## Vymezení
Tonkin zahrnuje celá území těchto moderních vietnamských provincií:
1. Bắc Giang
2. Bắc Kạn
3. Cao Bang
4. Ha Giang
5. Lang Son
6. Lao Cai
7. Phu Tho
8. Quang Ninh
9. Thai Nguyen
10. Tuyen Quang
11. Yen Bai
12. Điện Biên
13. Lai Châu
14. Sơn La
15. Hòa Bình
16. Bac Ninh
17. Hà Nam
18. Hải Dương
19. Hưng Yên
20. Nam Định
21. Ninh Bình
22. Thái Bình
23. Vĩnh Phúc